# Нижнее Чупахино
Нижнее Чупахино — село в Хомутовском районе Курской области России. Входит в состав Ольховского сельсовета.

## География
Село находится в западной части Курской области, в лесостепной зоне, в пределах Среднерусской возвышенности, на левом берегу реки Сухая Амонька, на расстоянии приблизительно 24 километров (по прямой) к юго-востоку от Хомутовки, административного центра района. Абсолютная высота — 169 метров над уровнем моря.
Климат
Климат характеризуется как умеренно континентальный. Среднегодовая температура — 5,2 °C. Средняя температура воздуха самого холодного месяца (января) составляет −9,3 °C (абсолютный минимум — −37 °С); самого тёплого месяца (июля) — 18,8 °C (абсолютный максимум — 41 °С). Годовое количество атмосферных осадков — 620 мм, из которых более 60 % приходится на тёплый период года. Снежный покров держится в течение 130—145 дней.
Часовой пояс
Село Нижнее Чупахино, как и вся Курская область, находится в часовой зоне МСК (московское время). Смещение применяемого времени относительно UTC составляет +3:00.

## Население
| 2002 | 2010 |
| ---- | ---- |
| 126  | ↘67  |

Половой состав
По данным Всероссийской переписи населения 2010 года в половой структуре населения мужчины составляли 46,3 %, женщины — соответственно 53,7 %.
Национальный состав
Согласно результатам переписи 2002 года, в национальной структуре населения русские составляли 100 %.